# Regau
Regau è un comune austriaco di 6 586 abitanti nel distretto di Vöcklabruck, in Alta Austria; ha lo status di comune mercato (Marktgemeinde).

## Geografia fisica
Il confine settentrionale del territorio comunale è marcato dal fiume Ager; approssimativamente il 53,5% del territorio è usato per l'agricoltura, mentre un terzo è coperto da foreste.

## Storia
La più antica menzione di Regau risale a un atto dell'801, nella forma latina "Repagove"; era sede dei conti di "Rebgau" (il nome "Regau" è una contrazione di "Rebgau"). Si pensa che il loro castello fosse situato vicino al villaggio di Burgstall, ancora esistente. Il nome dimostra come Regau fosse una volta famoso per la viticultura.
In origine il paese appartenne alla parte orientale del Ducato di Baviera. Dal XII secolo passò al ducato d'Austria; nel 1490 Regau fu aggregato al principato Österreich ob der Enns e dal 1918 fa parte dello Stato federato dell'Alta Austria. Dopo l'Anschluss dell'Austria al Terzo Reich, dal 13 marzo nel 1938 appartenne al Gau dell'Oberdonau; nel 1945 furono ristabiliti i precedenti confini. Il 28 giugno 1981 ottenne uno stemma e nel 2000 fu elevato a comune mercato.

## Monumenti e luoghi d'interesse
- La chiesa parrocchiale di San Pietro (Katholische Pfarrkirche helige Petrus) è un edificio in stile gotico;
- la chiesa di San Vito (Vituskirche ) si trova a Unterregau;
- la chiesa evangelica di Regau (Evangelische Pfarrkirche) è la chiesa di protestante di Rutzenmoos, dove si trova anche il Museo evangelico dell'Alta Austria (Evangelisches Museum Oberösterreich);
- il Baggersee è un lago artificiale, molto frequentato in estate da nuotatori o altri sportivi.

## Geografia antropica
Oltre al capoluogo, che conta circa 700 abitanti, il comune è formato dalle frazioni di Alm, Burgstall, Dorf, Dornet, Eck, Geidenberg, Hattenberg, Himmelreich, Hinterbuch, Hub, Kirchberg, Lahn, Mairhof, Neudorf, Oberkriech, Lixlau, Oberregau, Pilling, Preising, Pürstling, Reith, Riedl, Ritzing, Roith, Rutzenmoos, Schönberg, Schacha, Schalchham, Stölln, Tiefenweg, Unterkriech, Wankham, Weiding e Zaißing. I comuni catastali sono Neudorf, Oberkriech, Rutzenmoos e Unterregau; il villaggio più grande è Schalchham, con più di 1 000 abitanti. Rutzenmoos è abitato prevalentemente da protestanti.

## Sport
L'Union Regau è la più importante società calcistica del comune; lo stadio è situato presso il Baggersee.